# Louâtre
Louâtre é uma comuna francesa na região administrativa de Altos da França, no departamento de Aisne. Estende-se por uma área de 11,02 km². Em 2010 a comuna tinha 197 habitantes (densidade: 17,9 hab./km²).